# 长卿镇 (安溪县)
长卿镇，原名长坑乡，是福建省泉州市安溪县下辖的乡镇，是内安溪的交通咽喉和贸易集散地。
长卿镇面积192平方公里，耕地面积2.7万亩，山地面积21万亩，平均海拔在600—1200米之间。
2020年，长坑乡更名为长卿镇。

## 交通
长卿镇地处安溪县西北部，距县城58公里。公路有省道312线和县道339线、341线、340线。

## 行政区划
长卿镇共有26个建制村和1个居民组、1个茶场，人口8.32万人。
长卿镇下辖以下地区：
南洋村委会、衡阳村委会、西溪村委会、小西村委会、青苑村委会、云集村委会、云一村委会、云二村委会、南斗村委会、玉美村委会、玉南村委会、扶地村委会、月眉村委会、山格村委会、水缸村委会、长坑村委会、华美村委会、下林村委会、文坪村委会、珍田村委会、福春村委会、珊屏村委会、田中村委会、玉湖村委会、三村村委会、祥泉村委会、长坑茶场生活区。

## 人物
- 上官献瑶：进士
- 上官光厚：侨商
- 陈火旺：中将、中国工程院院士
- 陈志坚：美国国家科学院院士。南斗村人。